# Sakaila wanawana
Sakaila wanawana is een krabbensoort uit de familie van de Aethridae. De wetenschappelijke naam van de soort is voor het eerst geldig gepubliceerd in 2009 door Martin, Godwin & Moffitt.